# Richard Wilke
Richard Wilke (* 5. März 1945 in Horneburg) ist ein deutscher Politiker (CDU). Er war von 1989 bis 1999 ehrenamtlicher Landrat des Landkreises Stade.
Wilke ist Fischzuchtmeister und führte seit seinem 21. Lebensjahr seinen eigenen Fischzuchtbetrieb. Er ist seit 1967 verheiratet und hat einen Sohn und eine Tochter. Nach Entstehung der Samtgemeinde Horneburg war er im Jahr 1972 Mitbegründer der CDU dort. Außerdem war er Gründungsmitglied beim Heimatverein und Förderverein in Horneburg. Wilke war für seine Partei Fraktionsvorsitzender im Samtgemeinderat und wurde 1981 Samtgemeindebürgermeister dort. Das Amt des Samtgemeindebürgermeister hatte er bis zum Jahr 1996 inne. Im Jahr 1981 wurde der CDU-Politiker erstmals in den Stader Kreistag gewählt, für den er sich 30 Jahre lang einbrachte. Zwei Jahre war er zudem Kreistagsvorsitzender. Im Jahr 2011 war für Wilke Schluss auf Kreistagsebene. Obwohl er sich lange Jahre für wichtige politische Gremien im Kreis engagierte, war es das erste Mal, dass der Horneburger für den Rat seines Heimatdorfes kandidierte. Bis 2016 machte Wilke daraufhin noch Kommunalpolitik für den Flecken Horneburg und war zudem noch in dieser Zeit als Vorsitzender des Bauausschusses im Samtgemeinderat aktiv.
Wilke ist Pächter der Horneburger Jagd und ehemaliger Hegering-Leiter.
Wilke war Mitglied des Verwaltungsrates der Kreissparkasse Stade, 1999 wurde er dessen Vorsitzender.
Seit 2021 ist Richard Wilke träger des Bundesverdienstkreuzes. 